# Nancy Jan Davis
Pour les articles homonymes, voir Davis et Nancy Davis.
Nancy Jan Davis, couramment appelée Jan Davis est une astronaute américaine née le 1er novembre 1953.

## Biographie
Elle est née à Cocoa Beach, en Floride, une petite ville au bord de l'océan qui se situe à 35 kilomètres du Centre spatial Kennedy, mais elle considère que Huntsville, en Alabama, est sa ville natale.
Elle est diplômée du lycée de Huntsville en 1971, elle a obtenu un baccalauréat ès sciences en biologie appliquée à l'Institut de technologie de Géorgie en 1975 et un diplôme en génie mécanique à l'université d'Auburn en 1977. Elle a obtenu une maîtrise ès sciences en 1983 et un doctorat en 1985, à la fois en génie mécanique à l'université de l'Alabama à Huntsville.
Après ses études, Davis rejoint Texaco à Bellaire (Texas), au Texas, elle travaille comme ingénieur pétrolier dans la récupération tertiaire du pétrole. Elle quitte Texaco en 1979 et part travailler pour Centre de vol spatial Marshall de la NASA à Huntsville en tant qu'ingénieur en aéronautique.
En 1986, elle est nommée chef d'équipe à la Division de l'analyse structurelle, et son équipe est responsable de l'analyse structurelle et la vérification de Hubble (télescope spatial).
Elle a été l'épouse de l'astronaute Mark C. Lee. Elle est actuellement mariée au juge Schuyler Richardson.
Davis devient astronaute en juin 1987. Elle travaille à la Direction du développement de missions dans le Bureau des astronautes. Elle travaille ensuite au Centre de contrôle de mission, au contrôle de mission et de communication avec les équipages de la navette.
Après son second vol, elle sert comme responsable du Groupe de travail sur l'entraînement des astronautes de la NASA. Davis a enregistré plus de 673 heures dans l'espace. Elle a volé comme spécialiste de mission STS-47 en 1992 et STS-60 en 1994, et était le commandant de la mission STS-85 en 1997.

## Vols réalisés
- STS-47 (50e mission d'une navette spatiale américaine), lancée le 12 septembre 1992.
- STS-60 (2e vol du Spacehab), lancée le 3 février 1994
- STS-85, lancée le 7 août 1997

## Le premier couple dans l'espace
Le vol STS-47 emporta simultanément Mark C. Lee et Jan Davis, tout juste mariés et qui ont caché jusqu'au dernier moment leur relation à la NASA. Ce qui en fait le premier couple dans l'espace. Envoyer les deux membres d'un couple dans une même mission est interdit selon les règles de la NASA, pour les mêmes raisons que dans l'US Navy.